# Báo và phát thanh, truyền hình Ninh Bình
Báo và Phát thanh – Truyền hình Ninh Bình (tiếng Anh: Ninh Binh Newspaper and Radio – Television, viết tắt: NBTV) là một đài truyền hình địa phương, trực thuộc Ủy ban Nhân dân tỉnh Ninh Bình.

## Lịch sử
Tháng 1 năm 1956: Đài Truyền thanh đặt tại thị trấn Phát Diệm thuộc huyện Kim Sơn ra đời.
Ngày 2 tháng 9 năm 1957, tại thị xã Ninh Bình, Đài Truyền thanh tỉnh Ninh Bình khai trương – Tiếng nói của Đảng bộ, Chính quyền và nhân dân tỉnh nhà, chính thức vang lên bản tin đầu tiên, đánh dấu sự ra đời của một cơ quan ngôn luận, một công cụ thông tin quan trọng của tỉnh.
Năm 1957, Đài Truyền thanh Ninh Bình trực thuộc Phòng Thông tin của Ủy ban Hành chính tỉnh Ninh Bình.
Năm 1963, Đài Truyền thanh Ninh Bình trực thuộc Ty Văn hóa Ninh Bình (phần kỹ thuật do Bưu điện tỉnh Ninh Bình quản lý).
Giai đoạn 1963–1965, Đài thực hiện việc tuyên truyền nhiệm vụ xây dựng kinh tế, phát triển văn hóa và chống chiến tranh phá hoại miền Bắc của đế quốc Mỹ.
Giai đoạn 1966–1975, sự nghiệp truyền thanh Ninh Bình phát triển rực rỡ, được Tổng cục Thông tin suy tôn là đơn vị lá cờ đầu miền Bắc về truyền thanh hóa 4 cấp trong toàn tỉnh. Được Nhà nước tặng thưởng Huân chương lao động hạng Ba. Năm 1971, Đài Phát thanh Ninh Bình bắt đầu phát sóng ngắn FM kết hợp với truyền tín hiệu bằng dây dẫn xuống địa bàn các huyện, thị xã trong tỉnh.
Năm 1976, sáp nhập tỉnh Nam Hà và tỉnh Ninh Bình thành tỉnh Hà Nam Ninh, Đài đổi tên là Đài Phát thanh Hà Nam Ninh.
Năm 1988, Truyền hình Hà Nam Ninh bắt đầu phát sóng và đổi tên gọi thành Đài Phát thanh & Truyền hình Hà Nam Ninh trực thuộc UBND tỉnh Hà Nam Ninh.
Vào lúc 05h00 ngày 1/4/1992: Chương trình Phát thanh đầu tiên của Đài PT–TH Ninh Bình tái lập được phát sóng.
- Đối với chương trình Phát thanh: Mỗi ngày sản xuất 3 chương trình phát thanh với tổng thời lượng 45 phút bằng thiết bị, công nghệ thô sơ, máy phát 100W. Đến nay đã áp dụng công nghệ phát thanh hiện đại – phát thanh trực tiếp, biên tập âm thanh trên máy vi tính. Hàng ngày phát sóng chương trình địa phương và tiếp sóng đài Tiếng nói Việt Nam 14 giờ, phủ sóng 100% địa bàn tỉnh.
- Đối với chương trình Truyền hình: Tối 16/07/1992, chương trình Truyền hình Ninh Bình đầu tiên được phát sóng. Lúc đó mới chỉ có 1 máy phát hình công suất 150W, cột anten cao 40 mét, mỗi tuần sản xuất 2 chương trình, thời lượng 45 phút bằng các thiết bị kỹ thuật dân dụng.

Ngày 22 tháng 4 năm 1992, UBND tỉnh Ninh Bình ban hành Quyết định số 14/QĐ-UBND về việc Đài PT–TH Ninh Bình trực thuộc UBND tỉnh Ninh Bình mới tái lập.
Ngày 21 tháng 9 năm 2012, vào dịp kỷ niệm 55 năm ngày thành lập ngành, kênh Truyền hình Ninh Bình đã chính thức được phát sóng qua vệ tinh Vinasat-1; truyền hình cáp SCTV. Đây là dấu mốc quan trọng, mở ra triển vọng mới trong sự phát triển của ngành và quảng bá rộng rãi hình ảnh của Ninh Bình đến với đông đảo khán, thính giả trong và ngoài nước. Thời lượng phát sóng kênh truyền hình Ninh Bình 18,5 giờ/ngày; kênh VTV1 và kênh VTV3 của Đài truyền hình Việt Nam 24 giờ/ngày.
Năm 2012, Đài PT-TH Ninh Bình được tặng thưởng Huân chương Lao động hạng Nhất.
Ngoài ra, Đài PT-TH Ninh Bình tổ chức THTT lễ khai mạc Đại hội TDTT tỉnh Ninh Bình.
Ngày 2 tháng 5 năm 2025, Tỉnh ủy Ninh Bình ban hành Quyết định về việc thành lập Báo và Đài Phát thanh – Truyền hình Ninh Bình trên cơ sở Báo Ninh Bình và Đài Phát thanh – Truyền hình Ninh Bình.
Ngày 1 tháng 7 năm 2025, Báo và Đài Phát thanh – Truyền hình Ninh Bình hợp nhất với Báo Hà Nam và Báo Nam Định thành Báo và Phát thanh – Truyền hình Ninh Bình.

## Lãnh đạo – Tổ chức
Cơ cấu tổ chức lãnh đạo của Đài:
- Giám đốc Tổng Biên tập: Bùi Ngọc Quang
- Phó Giám đốc Phó Tổng Biên tập: Lê Mạnh Hùng, Nguyễn Đình Chuyên, Nguyễn Văn Sải, Phạm Kim Huệ.

### Tổ chức
Cơ cấu tổ chức có 9 phòng nghiệp vụ:
1. Tổ chức và Hành chính
2. Dịch vụ và Quảng cáo
3. Biên tập
4. Biên tập Phát thanh & Thông tin điện tử (www.nbtv.vn)
5. Thời sự
6. Chuyên đề:
7. Văn nghệ và Giải trí
8. Kỹ thuật & Công nghệ
9. Kỹ thuật Truyền dẫn - Phát sóng.

## Hạ tầng phát sóng

### Sóng truyền hình
Máy phát sóng:
- 1 máy phát hình công suất 5KW, kênh 39 UHF phát chương trình truyền hình Ninh Bình (hiện đã chuyển đổi công năng thành máy phát số DVB-T2).
- 1 máy phát hình công suất 1KW, kênh 12 VHF tiếp phát toàn bộ chương trình VTV3 của Đài Truyền hình Việt Nam (đã dừng phát sóng từ 2017).
- 1 máy phát hình công suất 5KW, kênh 27 UHF tiếp phát toàn bộ chương trình VTV1 của Đài Truyền hình Việt Nam (đã dừng phát sóng từ 2017, hiện đã chuyển đổi thành máy phát số DVB-T2).
- Độ cao tháp Anten: 125m.
- Thời lượng phát sóng kênh truyền hình Ninh Bình: 18 giờ 30'/ngày.

#### Lịch phát sóng truyền hình
Ngày 1/1/1997 – 18/5/2003
- 16h30 – 23h00: Thứ 2 – Thứ 6
- 10h30 – 13h00 và 16h30 – 23h00: Thứ 7 – Chủ Nhật.

Ngày 19/5/2003 – 16/11/2007
- 12h00 – 14h00 và 16h00 – 23h00: Thứ 2 – Thứ 6.
- 06h00 – 14h00 và 16h00 – 23h00: Thứ 7 – Chủ Nhật.

Ngày 17/11/2007 – 13/2/2012: 06h00 - 24h00.
Ngày 14/2/2012 – 31/5/2020: 05h30 – 24h00.
Ngày 1/6/2020 – nay: 05h30 – 23h00.
Kênh truyền hình Ninh Bình đang được truyền dẫn và phát sóng theo tiêu chuẩn HD trên các hạ tầng:
- Vệ tinh Vinasat-1.
- Truyền hình số mặt đất DVB-T2: mạng toàn quốc kênh 27 và kênh 45 UHF.
- Mạng truyền hình cáp của Tổng Công ty truyền hình cáp Việt Nam (VTVcab).
- Dịch vụ Truyền hình MyTV.
- Truyền hình FPT.
- Ứng dụng NBTVgo, FPT Play.
- Webside tại địa chỉ nbtv.vn và trên nhiều ứng dụng truyền hình trực tuyến của các đơn vị cung cấp dịch vụ trong cả nước.[2]

### Phát thanh
Máy phát thanh FM công suất 5KW. Độ cao tháp Anten: 125 m. Thời lượng phát sóng: 14h/ngày. Diện phủ sóng: 100% địa bàn dân cư trong tỉnh và một số tỉnh lân cận. Ngoài phát sóng mặt đất, kênh phát thanh Ninh Bình còn được truyền dẫn và phát sóng trên Internet tại Trang thông tin điện tử tổng hợp của Đài tại địa chỉ: www.nbtv.vn và ứng dụng NBTVgo.

#### Lịch phát sóng phát thanh
Ngày 1/6/2020 - nay:
- Thứ 2 – thứ 6:
  - Sáng: 5h20 – 6h.
  - Trưa: 11h – 12h.
  - Chiều 16h – 18h (tiếp âm VOV1 từ 4h45 – 5h20, 6h – 11h, 12h – 16h, 18h – 24h).
- Ngày thứ 7 chỉ phát buổi sáng từ 5h20 – 6h (tiếp âm VOV1 từ 4h45 – 5h20 và 6h – 24h).
- Ngày chủ nhật tiếp sóng VOV1 từ 4h45 – 24h00.

Nội dung phong phú, cập nhật liên tục những thông tin trong tỉnh, trong nước và quốc tế. Các chương trình phát thanh, truyền hình Ninh Bình được phát sóng trực tuyến trên Internet. Khán, thính giả có thể xem lại các chương trình phát thanh, truyền hình đã phát sóng thuận lợi bằng nhiều thiết bị khác nhau như: Máy tính, điện thoại Smatphone, máy tính bảng.